# 格兰多尔比赞
格兰多尔比赞（法語：Grindorff-Bizing）是法国摩泽尔省的一个市镇，属于蒂永维尔东区（Thionville-Est）谢尔勒班县（Sierck-les-Bains）。该市镇总面积6.86平方公里，2009年时的人口为322人。

## 人口
格兰多尔比赞人口变化图示